# Stemonoporus gardneri
Stemonoporus gardneri är en tvåhjärtbladig växtart som beskrevs av Thw.. Stemonoporus gardneri ingår i släktet Stemonoporus och familjen Dipterocarpaceae. Inga underarter finns listade i Catalogue of Life.